# Ludia leonardo
Ludia leonardo är en fjärilsart som beskrevs av Stoneham 1962. Ludia leonardo ingår i släktet Ludia och familjen påfågelsspinnare. Inga underarter finns listade i Catalogue of Life.